# 廃いゆー子
廃いゆー子（はいいゆーこ、1988年11月10日 - ）は、日本のインディーズアーティスト。パフォーマーであり音楽家、路上演説や俳優などマルチに活動。高円寺等、東京都内を中心にライブ、パフォーマンス活動をしている。

## 人物
淫乱アーティスト。「超魔神新音楽」を目指している。戸籍上性別は男性であるが、思春期を境に自らの性を中性とし、主にセーラー服やナース服、ウィッグを着用し、女装姿が基本である。主にノイズミュージックを制作し、映像や文章、演劇などもマルチに活動。
バンド「美咲天使」（現在活動休止中）ではギターボーカルを担当。ソロでは海外からのアルバムリリースを中心に行う。過激なライブやプライベートばかりが注目されるが、音楽家としても国内外問わず高い評価を得ている。その音楽性は、80年代に経験した「ノイズの死」を乗り越えた「ノイズの先」を常に追求している。日本のヴィレッジ・ヴァンガードからCDリリースの予定もあったのだが、ジャケットが過激すぎて発売禁止になったこともある。
女装AVの出演や、入院していた松沢病院を脱走した過去を持つ。
ライブでは自傷行為や、過激なパフォーマンスが行われる。自殺未遂ライブと呼ばれるライブでは、包丁で腹になんども傷をつけ、そこから流血したものを食パンに塗り客に投げるという過激なパフォーマンスがあった。又、別のライブでは、反現代死と二人で殴り合いお互いがカッターで腕を切るというパフォーマンス等、ライブで自分の体を傷つけることが多々あり、流血が酷くライブ後に救急搬送されたこともある。ライブの場所はライブハウスに限らず、武蔵野美術大学や東京大学でのゲリラライブも行う。いきなり新宿の電話ボックスの上に現れたり、アーバンギャルドのライブに乱入したり、神出鬼没なため都市伝説的な存在でもある。しかし一方で私生活では大人しく、腰の低い好青年との噂がある。私生活でも基本的にはジーンズ等のズボンを履くことは少なく、ワンピース等の女性用の衣類を身につけることが多い。伊藤洋子らと共に企画展示を行い、2012年9月16日にはインディーズイベント「ぐるぐる回る」に出演。海外のアーティストなど多方面からも高い評価を得ている。2014年に高濃度汚染水recordsというレーベルを立ち上げる。週一回のリリースを中心に、美術品なども取り扱っている。

## 活動

### 制作アルバム
- 「乱入の真実」 （2012年）
- haiiyuuko@docomo.ne.jp (2012年)
- Jpanese Seppuku Disguise as a Woman Noise Player (2013年海外より）
- It is a time of the penis. A woman also has the penis. Let's grasp the Japanese sword of the penis just now (2013年海外より)
- 廃いゆー子/TROCOMORDEDOR（2014年海外より）
- Non-Civilisation（2014年海外より）
- Group Psychology Is Dreadful（2014年海外より）
- This is the latest club sound（2014年海外より）
- Noise Punxxx 3（2014年海外より。オムニバス）
- Non-Civilization（2014年海外より。Muteant Soundsから同名の別内容のアルバム）
- Haiiyuuko * Circle Of Shit * Porraloka * Meatblinder(2014年海外より。４way sprit)
- METEK and Juuko Haii - for Juuko Haii(2014年海外より)
- Some asian females bodybuilders(2014年海外より)
- Broken john zorn(2014年海外より)
- Non-freedom(2014年海外より)

### 出演
映画『エッチエッチワールド』『ひなげし』『少女の王国』『ポルノ女子高生』

### CM
- 『エアーズロック』 x 『ぐるぐる回る2012』コラボCM

### AV
- 光源氏「初撮り！女装子 童貞喪失」(椿)

### 雑誌
- 集英社　週刊プレイボーイ

### 展示
- 「ゼリーちゃんBaby!ゼリーちゃんLady![6]」2012年
- 前衛netart廃いゆー子個展 2014年